# Lophogaster japonicus
Lophogaster japonicus är en kräftdjursart. Lophogaster japonicus ingår i släktet Lophogaster och familjen Lophogastridae. Inga underarter finns listade i Catalogue of Life.